# Castex-d'Armagnac
 Castex-d'Armagnac  là một xã thuộc tỉnh Gers trong vùng Occitanie tây nam nước Pháp. Xã này có độ cao trung bình 117 mét trên mực nước biển.